# Siergiej Ionin
Siergiej Lwowicz Ionin, ros. Сергей Львович Ионин (ur. w 1892 r., zm. 2 maja 1971 r. w okolicy Stuttgartu) – rosyjski działacz emigracyjny, wojskowy Rosyjskiej Armii Wyzwoleńczej, a następnie Sił 
Zbrojnych Komitetu Wyzwolenia Narodów Rosji podczas II wojny światowej
W 1912 r. ukończył imperatorską szkołę prawa. Pracował jako urzędnik w wydziale kredytowym ministerstwa finansów.  Po wybuchu I wojny światowej został zmobilizowany do armii rosyjskiej. Służył w lejbgwardii Pułku Dragonów. Doszedł do stopnia sztabsrotmistrza. W kwietniu 1918 r. w Piotrogradzie został aresztowany przez bolszewików, ale już w 1919 r. wyszedł na wolność. Przedostał się do Finlandii, skąd wkrótce powrócił do Rosji, wstępując do Armii Północno-Zachodniej gen. Nikołaja N. Judenicza. Po klęsce wojsk Białych na pocz. 1920 r., wyjechał do Francji. Działał w Stowarzyszeniu Gwardyjskim i Związku Szlachty Rosyjskiej. W 1939 r. wstąpił do Legii Cudzoziemskiej. Otrzymał stopień porucznika. Brał udział w I wojnie światowej. W 1942 r. przyjechał do Niemiec, gdzie wstąpił do Rosyjskiej Armii Wyzwoleńczej (ROA). Pełnił funkcję kuriera wojskowego pomiędzy berlińskim sztabem gen. Andrieja A. Własowa i oddziałami ROA stacjonującymi w okupowanej Francji. Był członkiem grupy oficerów – monarchistów ROA. Od jesieni 1944 r. służył w Siłach Zbrojnych Komitetu Wyzwolenia Narodów Rosji. Po zakończeniu wojny zamieszkał w zachodnich Niemczech.